# 안드레아스 부할라키스
안드레아스 부할라키스(그리스어: Ανδρέας Μπουχαλάκης, 1993년 4월 5일, 이라클리오 ~)는 그리스의 축구 선수로, 현재 2. 분데스리가의 클럽 헤르타 BSC에서 미드필더로 활약하고 있다.
그는 에르고텔리스 유소년팀에서 축구를 시작하였고, 2011년 5월 19일, 클럽과 첫 프로 계약을 체결하였다. 2011년 12월 11일, 그는 독사 드라마와의 경기에서 데뷔전을 가졌다.